# Račvasti križ
Račvasti križ (razbojnički križ, "Y"-križ) je vrsta križa koji ima oblik slova y.
Ovaj križ je u srednjem vijeku često predstavljao Presveto Trojstvo.